# ハチクイ科

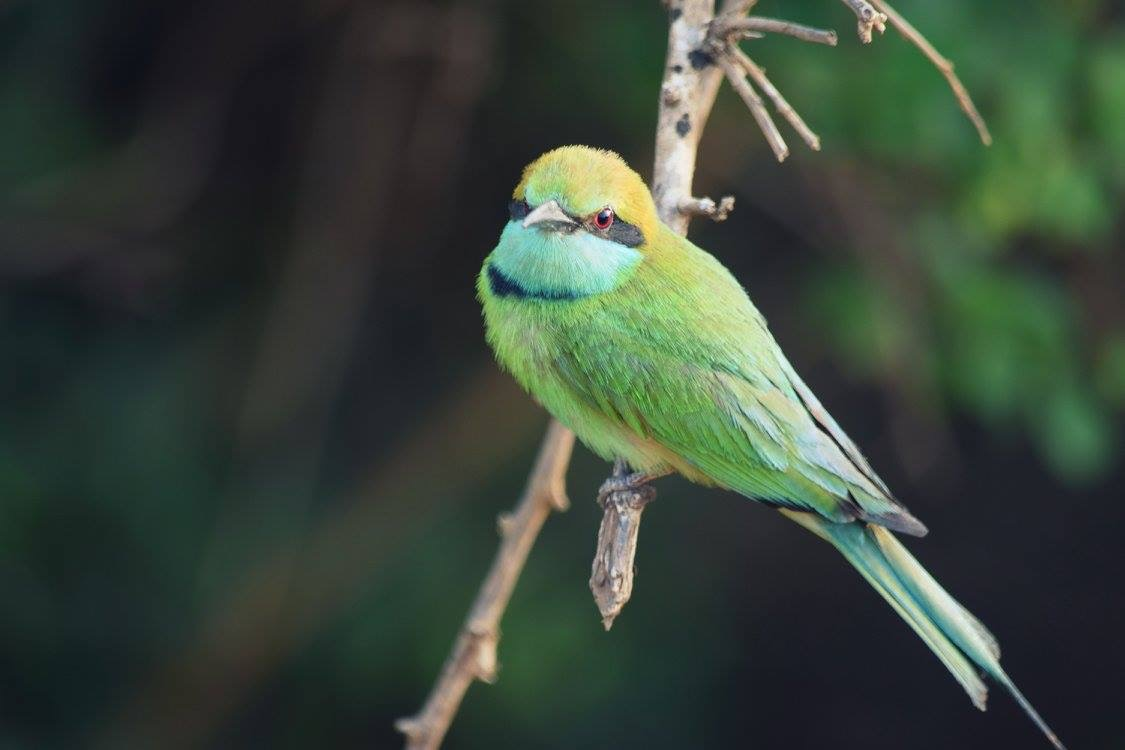
ミドリハチクイ

ハチクイ科（ハチクイか、Meropidae）は、鳥綱ブッポウソウ目に属する科。

## 分布
東南アジアを起源とし、その後アフリカ大陸に侵入したと考えられている。
アフリカ大陸、ユーラシア大陸、インドネシア、オーストラリア、スリランカ、パプアニューギニア、フィリピン、マダガスカル

## 形態
頭部は大型。頸部は短い。尾羽は長い。嘴の基部から眼を通り後頭へ続く黒い筋模様（過眼線）が入る。
嘴は細長く、湾曲し下方へ向かう。後肢は短く、趾は細い。

## 分類
- セレベスハチクイ属　Meropogon
  - Meropogon forsteni　セレベスハチクイ　Celebes bee-eater
- Merops
  - Merops albicollis　ノドジロハチクイ　White-throated bee-eater
  - Merops apiaster　ヨーロッパハチクイ　European bee-eater
  - Merops bullockoides　シロビタイハチクイ　White-fronted bee-eater
  - Merops bulocki　アカノドハチクイ　Red-throated bee-eater
  - Merops gularis　クロハチクイ　Black bee-eater
  - Merops hirundineus　エンビハチクイ　Swallow-tailed bee-eater
  - Merops nubicus　ベニハチクイ　Carmine bee-eater
  - Merops orientalis　ミドリハチクイ　Little green bee-eater
  - Merops ornatus　ハチクイ　Rainbow bee-eater
  - Merops persicus　ルリホオハチクイ　Rainbow bee-eater
  - Merops pusillus　ヒメハチクイ　Little bee-eater
- Nyctyornis
  - Nyctyornis amictus　ムネアカハチクイ　Red-bearded bee-eater
  - Nyctyornis athertoni　アオムネハチクイ　Blue-bearded bee-eater

## 生態
サバンナやステップ、熱帯雨林などに生息する。
食性は動物食で、昆虫（主にミツバチ）を食べ和名や英名（bee-eater=蜂食い）の由来になっている。樹上や大型動物などに止まり、通りかかった獲物を飛翔しながら捕らえる。ハチは嘴で咥えたまま木などに叩きつけたり擦りつけ毒嚢や針を取り除いてから食べる。
繁殖形態は卵生。土手や地面に穴を掘った巣に、卵を産む。主にメスが抱卵する。性成熟した個体が他のペアの繁殖を補助（営巣や育雛）することもある。

## 人間との関係
古くから養蜂されているハチを食害する害鳥とみなされることもある。

## 画像

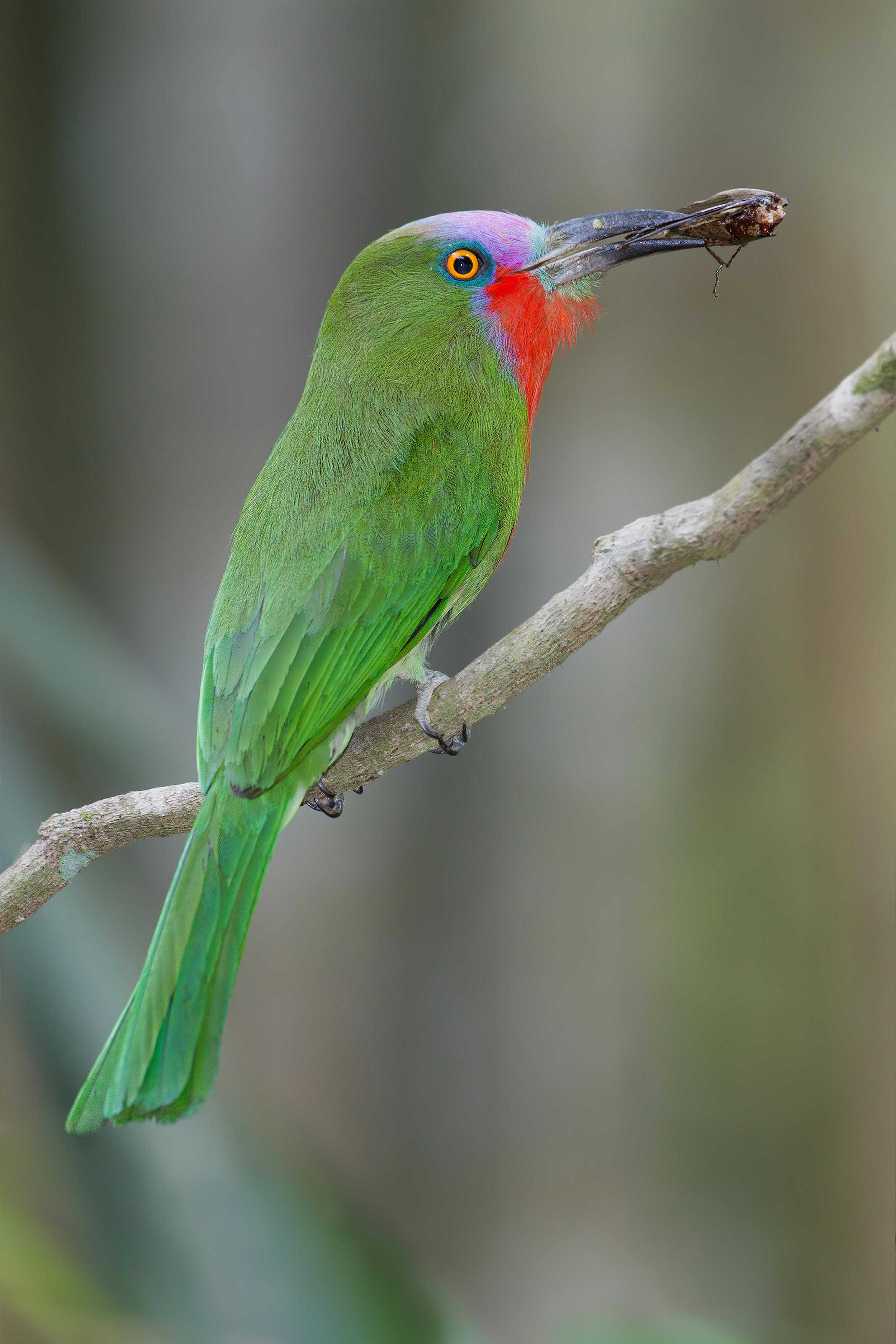
ムネアカハチクイ N. amictus
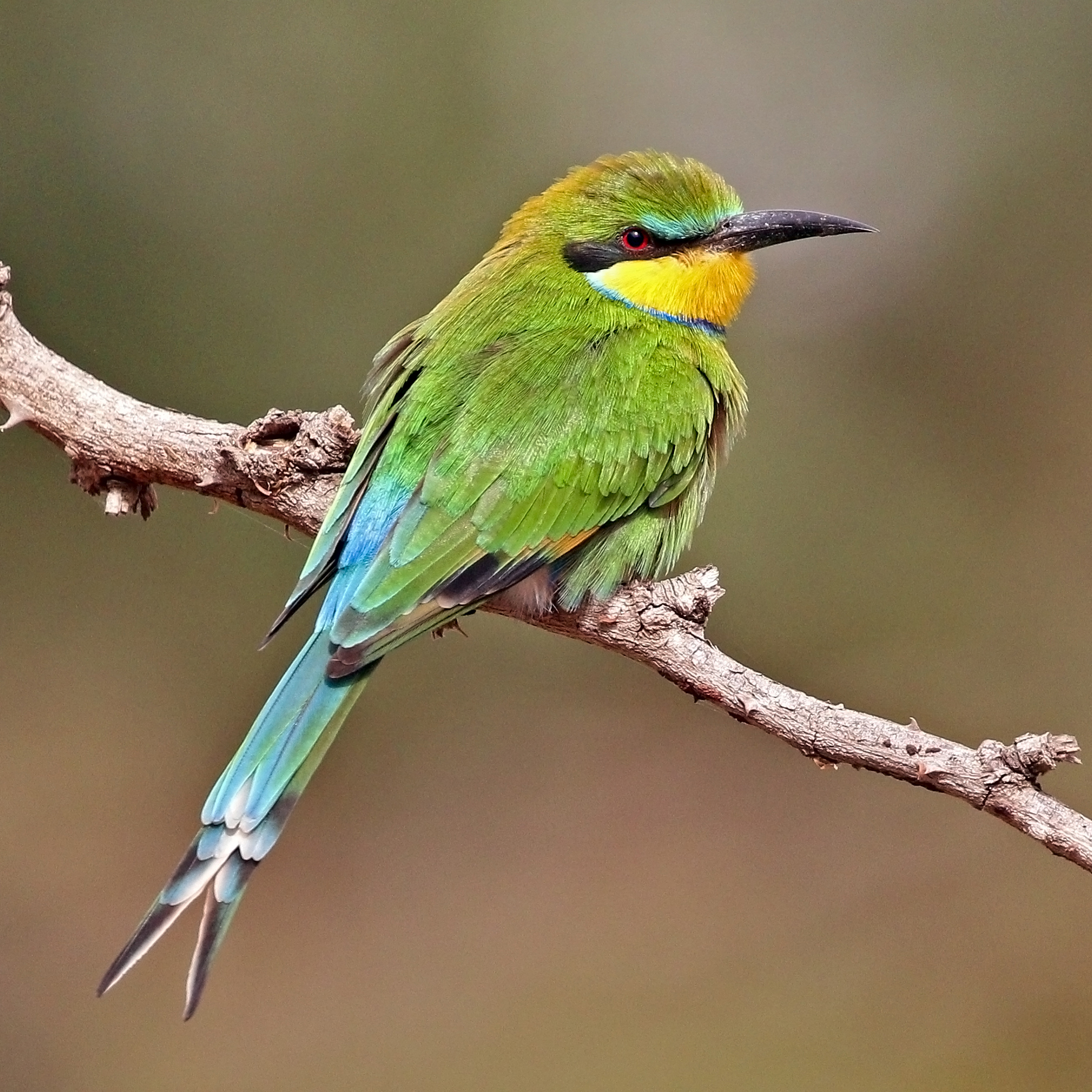
エンビハチクイ